# Final Fight
Final Fight (ファイナルファイト, Fainaru faito) est une des séries de beat them up les plus connues. Réalisé par Capcom, le premier épisode est sorti en 1989.

## Histoire
Le joueur choisit son personnage parmi les trois proposés (Guy, le spécialiste en arts martiaux, Cody, un combattant de rue et Mike Haggar, maire et ex-catcheur professionnel). L'histoire est toute simple. Jessica, la fille d'Haggar et la copine de Cody, se fait kidnapper par le gang des Mad Gears qui demande une rançon en échange de sa libération. Haggar, fou de rage, décide d'utiliser son ancienne profession pour la libérer. Il sera aidé de Cody et de Guy.
Ils feront face à plusieurs boss dont quelques-uns qui seront introduits plus tard dans Street Fighter :
- Damnd ou Thrasher (celui qui enlèvera Jessica au début du jeu) ;
- Sodom (américain fan de culture japonaise qui se bat avec deux katanas) ;
- Edi.E (policier corrompu vouant une haine envers Cody) ;
- Rolento (Militaire italien se battant avec des grenades, couteaux et son bâton) ;
- Abigail (personnage musclé, il se bat avec ses poings) ;
- Belger (leader de Mad Gear et dernier boss du jeu, Belger se bat avec une arbalète, il sera tué par Cody avec un puissant uppercut qui le fait voler en l'air brisant la fenêtre et faisant une chute mortelle).

## Série
- Final Fight (1989)
- Final Fight Guy (1992)
- Final Fight 2 (1993)
- Mighty Final Fight (1993)
- Final Fight 3 / Final Fight Tough (1995)
- Final Fight Revenge (1999)
- Final Fight: Streetwise (2006)
- Final Fight: Double Impact (2010)